# Meteorite Hills
Die Meteorite Hills sind eine Gruppe von Hügeln, die mit einer Länge von 21 km den westlichen Teil der Darwin Mountains bilden. Sie ragen zwischen den oberen Abschnitten des Darwin-Gletschers und des Hatherton-Gletscher auf.
Die Benennung schlug der US-amerikanische Seismologe John Owen Annexstad (* 1932) vom Lyndon B. Johnson Space Center vor, in Erinnerung an die Arbeiten des Antarctic Search for Meteorites program unter der Leitung des Geologen William A. Cassidy von der University of Pittsburgh in den Jahren 1978 bis 1979.